# حقيبة سفر

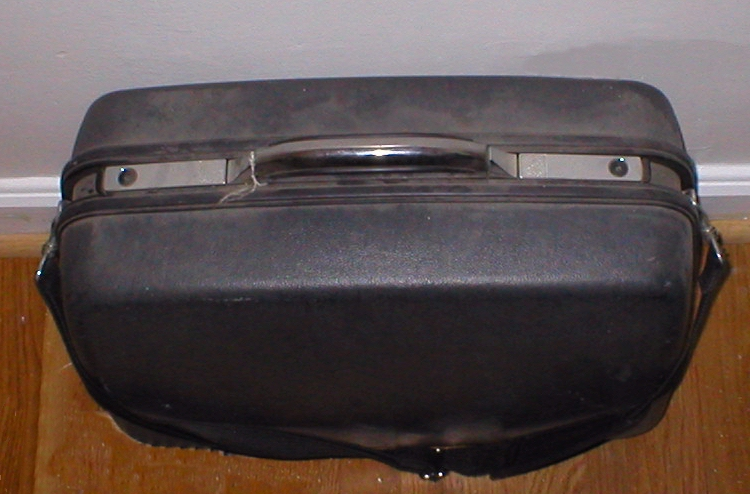
حقيبة السفر التقليدية

حقيبة السفر أو الكنف[بحاجة لمصدر] مصطلح عام لأحد أشكال الأمتعة والحقائب. غالبا تكون مسطحة، مستطيلة الشكل ذات حواف دائرية أو مربعة، قد تكون معدنية أو بلاستيك، أو مصنوعة من القماش أو الجلد الذي يحافظ على شكله. تحتوى على مقبض للحمل على جانب واحد، وتستخدم بشكل رئيسي لنقل الملابس وغيرها من الاحتياجات أثناء الرحلات. تُفتح حقيبة السفر بمفصل يشبه مفصل الباب.

## اقرأ أيضاً
- حقيبة يد
- حقيبة ظهر